# 約恩·雷丹
約恩·雷丹（英語：Eoin Reddan；1980年11月20日—）是一位愛爾蘭橄欖球運動員。他是愛爾蘭國家橄欖球隊的一員，代表愛爾蘭參加了2015年世界盃橄欖球賽。